# Congregazione Italiana di Praga

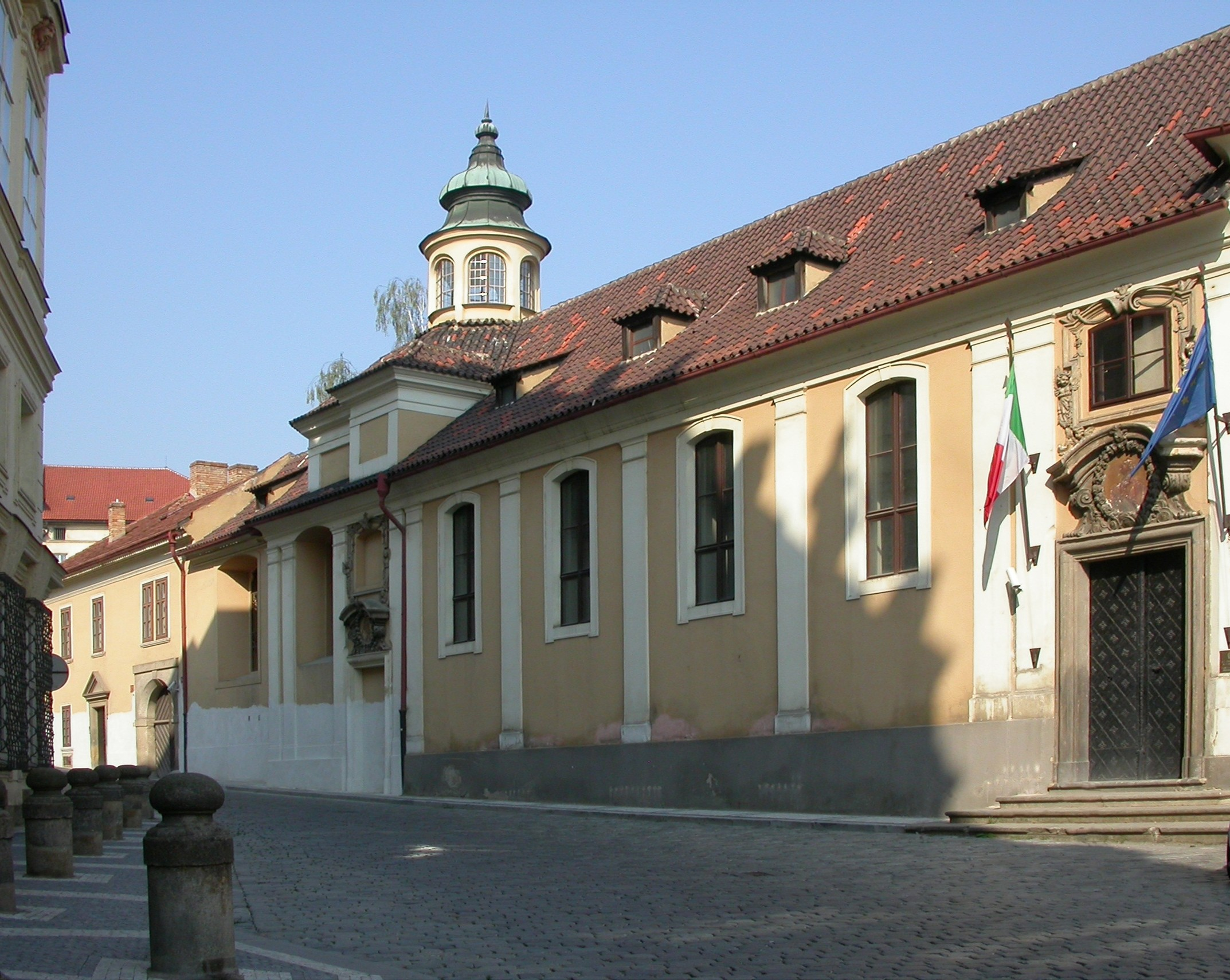
L'Istituto Italiano di Cultura a Praga.

La Congregazione Italiana di Praga (nata inizialmente come La Congregazione della Beata Vergine Maria Assunta in Cielo), attiva dal 1573 fino al 1942, è stata una Istituzione che ha svolto un importante ruolo di supporto per gli emigranti italiani verso il nord Europa, ed in particolare verso i territori dell'attuale Repubblica Ceca.

## Il 1500: la nascita della Congregazione
Nel corso di tutto il Medioevo la presenza Italiana in Boemia e Moravia non era tale da poter parlare di una vera e propria migrazione. Nella seconda metà del Cinquecento, invece, esisteva già a Praga una nutrita colonia italiana composta principalmente da maestranze edili e mercanti che si erano stabiliti con le loro famiglie nella città di Rodolfo II che, nel 1583, diventerà la capitale dell'Impero.

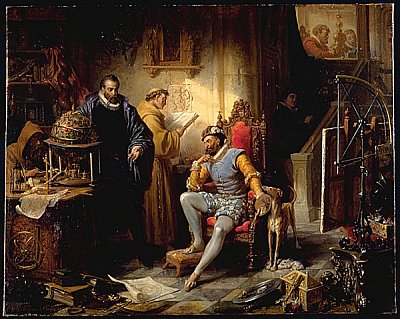
Rodolfo II e Tycho Brahe furono illustri personaggi del 1600 praghese.
Dipinto di Eduard Ender,1855.

I mercanti italiani si occupavano principalmente del commercio di beni di lusso al tempo molto richiesti dalla corte imperiale, ma il gruppo più numeroso della colonia era composto da architetti, muratori, scalpellini e stuccatori impiegati in massima parte nei numerosi cantieri del Palazzo Reale e delle prestigiose residenze della nobiltà ceca, attratta dallo stile rinascimentale di cui gli italiani furono iniziatori e maestri. La colonia italiana stabilitasi nella capitale, in particolare nelle vicinanze del Castello e nell'attuale piazza di Malá Strana (allora conosciuta come "Piazza Italiana"), proveniva principalmente dalla regione dei laghi lombardi compresa tra il Ducato di Milano e la Repubblica di Venezia. Oltre alla zona del castello gli italiani popolavano anche le vie Karlova (ossia "via di [re] Carlo [IV]") e Vlasska (ossia "via Italiana", da un aggettivo della lingua ceca antica, ora rimasto in qualche toponimo, quale il "Vlasky dvur" = cortile italiano, di Kutná Hora e che ha un corrispettivo nel polacco "wlochy" = italiano).
Con il passare degli anni la colonia italiana divenne sempre più numerosa, al punto da indurre i Gesuiti del Collegio Clementino, presenti a Praga fin dal 1556 in seguito all'invito sul territorio da parte di Ferdinando I, a tenere (a partire dal 1560) sermoni in lingua italiana presso la chiesa di San Clemente, nella zona della Città Vecchia. Furono proprio i Gesuiti a iniziare una vera e propria opera di organizzazione della ormai numerosa comunità italiana e fu così che sotto l'impulso della Compagnia di Gesù, tra il 1573 e il 1575 (le fonti discordano al riguardo), la comunità volle darsi un'organizzazione stabile dando vita alla Congregazione della Beata Vergine Maria Assunta in Cielo; un'istituzione con fini assistenziali e religiosi ispirata al modello delle Congregazioni Mariane dei collegi gesuitici. Gli scopi della Congregazione erano sintetizzati nel motto: "Pro Deo et paupere" ed erano principalmente due: la difesa della fede cattolica nella Boemia protestante e la realizzazione di opere caritatevoli come l'assistenza ai poveri e ai bisognosi, a prescindere dalla loro fede religiosa; la cura degli ammalati e la somministrazione ai moribondi dei sacramenti. Primo coadiutore spirituale della nuova istituzione fu l'italiano Padre Blasius Montanini.
Nella Boemia protestante, orfana del carismatico leader religioso Jan Hus, la Congregazione italiana rappresentava una delle minoranze cattoliche sul territorio e per questo ottenne, nel 1580, speciali indulgenze da Papa Gregorio XIII. 
Nel 1569 gli italiani avevano già costruito nella Città Vecchia un proprio oratorio presso il Collegio Gesuitico Clementino dove tenevano le proprie riunioni religiose e una cappella, sempre all'interno dell'area del Clementinum, dove venivano celebrate le funzioni per l'intera comunità. Questa Cappella fu in seguito demolita nel 1589 perché troppo piccola per ospitare la comunità che nel frattempo si era arricchita di nuovi membri, ricostruita completamente a partire dal 1590. Questa nuova Cappella, consacrata nel mese di agosto del 1600 da Monsignor Filippo Spinelli, Nunzio Pontificio presso la corte di Rodolfo II, occupa ancora oggi, grazie alla sua particolare struttura architettonica a pianta ovale con un deambulatorio interno che crea piccole cappelle poco profonde, un posto di rilievo nella storia dell'architettura ceca ed europea in quanto risulta essere il primo esempio di cappella italiana a pianta ovale nell'Europa d'oltralpe. La Cappella, sormontata da una cupola, era ornata con un maestoso affresco raffigurante l'assunzione in cielo della Vergine Maria, opera di un ignoto e geniale maestro italiano dell'epoca. Pur essendo dedicata alla Beata Vergine Maria Assunta, la Cappella fu sempre chiamata dal popolo: "Cappella Italiana" e ancora oggi è così denominata. La creazione di questa Congregazione contribuì notevolmente a rafforzare la coesione tra gli appartenenti alla minoranza italiana a Praga. Grazie alle opere caritatevoli, la Congregazione fu subito ben vista dalla popolazione locale ed ottenne un prestigio tale che, nel corso del tempo, anche cittadini non italiani vollero entrare a farne parte. Il legame tra la Congregazione e i Padri Gesuiti fu molto forte, almeno nei primi anni di vita di questa, tanto che nel 1618, quando i Gesuiti vennero espulsi dalla Boemia, molti di essi trovarono rifugio presso i membri della Congregazione.

## Amministrazione della Congregazione

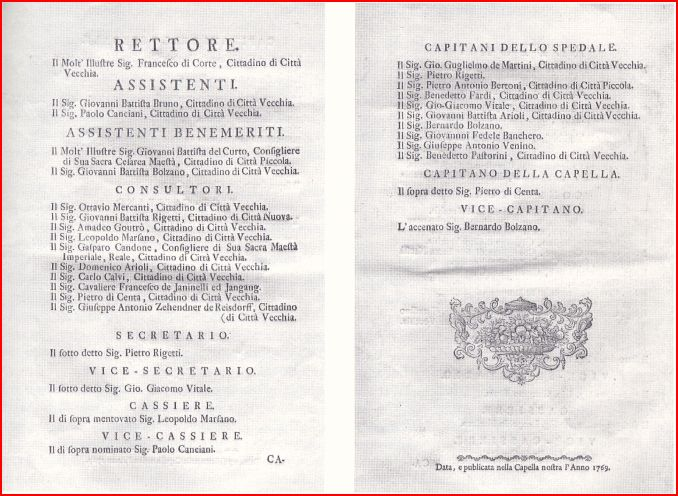
Pubblicazione per l'annuale elezione delle cariche della Congregazione, 1796.

La Congregazione non prevedeva cariche amministrative e la direzione di questa era affidata ai membri più anziani. Solo successivamente, a partire dal 1600, a causa del sempre crescente numero di attività svolte, si rese necessaria l'elezione di un Rettore e di due Assistenti che restavano in carica un anno. L'elezione avveniva di norma intorno al 15 di agosto di ogni anno in occasione della festa dell'Assunta. Una volta eletti, il Rettore e i due Assistenti, insieme a 10 Consiglieri, nominavano un segretario, un vicesegretario ed un cassiere.

## Il 1600: la fondazione dell'Ospedale e dell'Orfanotrofio

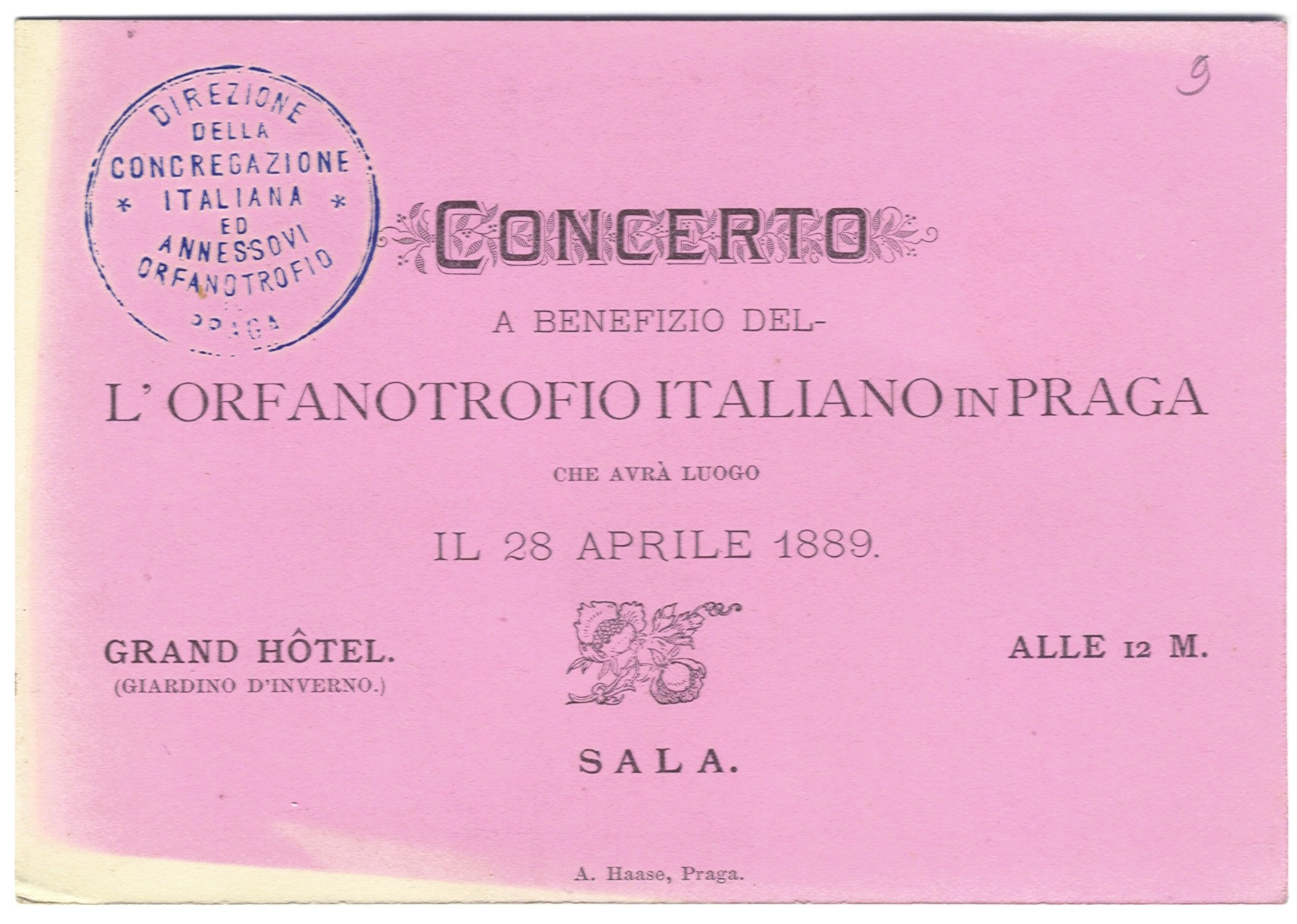
Evento organizzato in beneficenza per i bambini dell'Orfanotrofio

Nel 1602, a causa del numero sempre maggiore di poveri e bisognosi che i membri della Congregazione ospitavano presso le proprie case, questa decise di acquistare la casa di Domenico de Bossi, suo illustre membro, situata nel quartiere di Malá Strana, per farne la sede di un ospedale dei bisognosi, soprattutto bambini. Il de Bossi cedette la sua dimora alla Congregazione per i suoi nobili fini per una cifra simbolica. Ma ben presto questa struttura si rivelo' inadeguata e per queste ragioni la Congregazione chiese all'imperatore Rodolfo II, il permesso di acquistare altre case vicine all'Ospedale. Nel 1608 l'Istituzione ricevette dall'imperatore Rodolfo, che ne apprezzava le opere di beneficenze sostenute, il permesso di acquistare altri immobili per l'ampliamento della struttura e altre concessioni importanti a suo favore come l'esenzione totale per l'Ospedale da ogni tipo di tasse e tributi e la possibilità, anche in futuro, di acquistare case e terreni per ingrandire ulteriormente l'edificio. Questi privilegi furono in seguito riconfermati dagli imperatori Leopoldo I, nel 1691, Carlo VI nel 1732 e dall'imperatrice Maria Teresa nel 1744. In seguito l'edificio di Malá Strana fu più volte ampliato e addirittura ricostruito ex novo nel 1611 per essere ultimato nel 1617. All'interno dell'Ospedale vi era anche una cappella a una navata, dedicata alla Vergine Maria Assunta e a San Carlo Borromeo, realizzata nel 1617 e consacrata il 23 luglio dello stesso anno dall'arcivescovo di Praga Jan Lohelius.

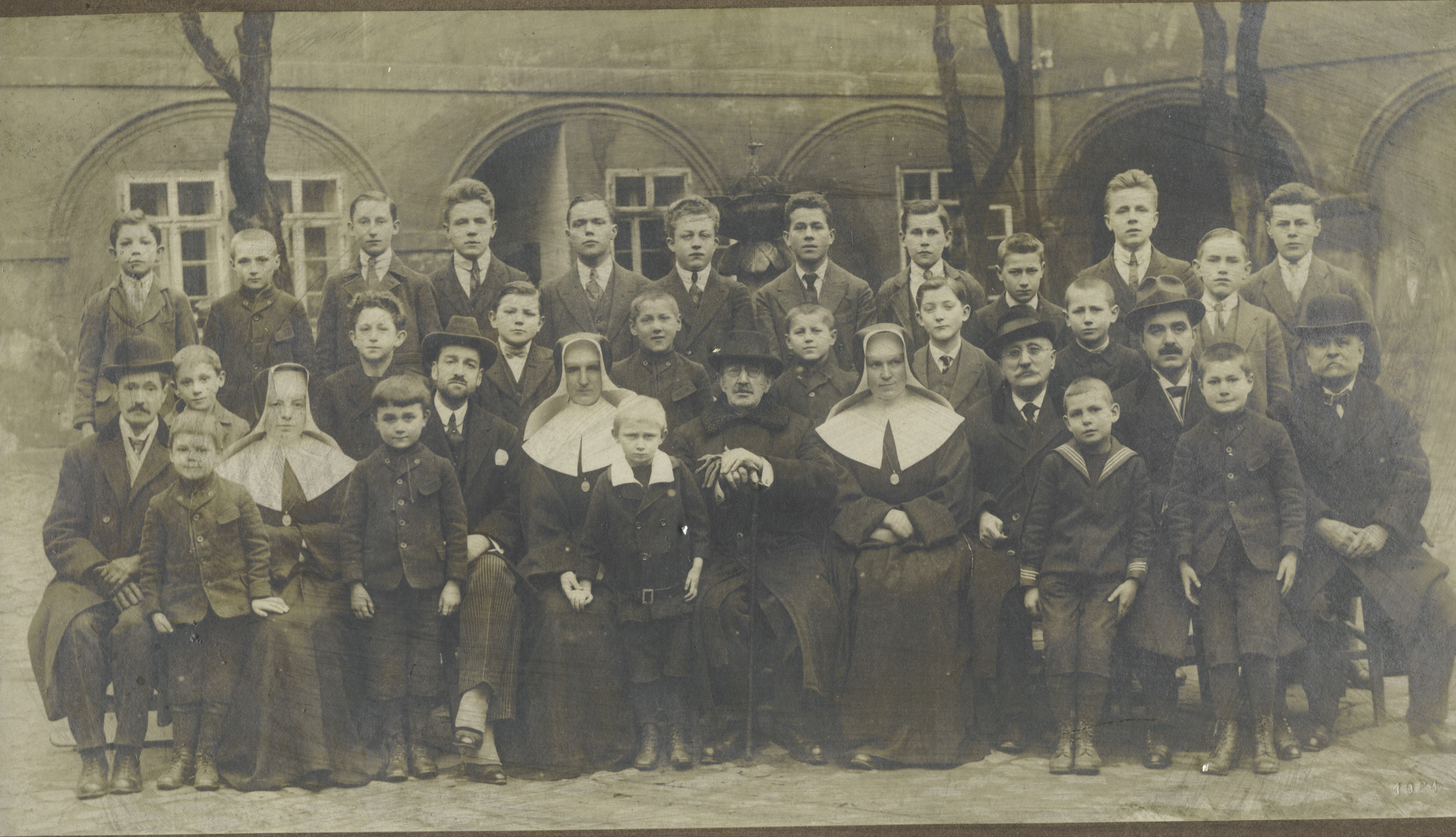
Giovani dell'Orfanotrofio della Congregazione di Praga

A partire dal 1622, all'interno dell'edificio dell'Ospedale, venne inaugurata anche una scuola per bambini italiani e la cappella venne ornata di ricchi stucchi ad opera di un artista italiano. Da semplice ospedale per i poveri, l'edificio dell'attuale via Vlasská divenne un orfanotrofio e nel 1671 scelse come suo patrono S. Francesco Borgia.
La decorazione artistica dell'Ospedale viene considerata uno tra i maggiori gioielli del primo barocco praghese, mentre le pitture murali poste nella volta della navata e nelle piccole cappelle laterali della Cappella maggiore, sono tra le prime opere d'epoca barocca a Praga.
Negli anni a venire l'edificio subì vari danni a causa della Guerra dei Trent'Anni durante la quale andò perduto anche l'archivio della Congregazione, ma l'edificio venne ricostruito e ingrandito con nuove costruzioni, fra le quali una fabbrica di birra che rimase attiva fino al 1724. Per avere un'idea di quanto importante fosse l'Ospedale, basti pensare che nel 1779, secondo le fonti, i ricoverati nella struttura raggiunsero la cifra di 1187 unità.

## La chiusura dell'Ospedale
L'Ospedale degli italiani venne soppresso nel 1789 per volontà di Giuseppe II, ma la Congregazione non cessò di esistere. Nel 1804, gli italiani residenti a Praga rinnovarono la Congregazione sotto il protettorato di Sua Altezza il Serenissimo Arciduca Luigi Salvatore di Toscana e, il 7 settembre dello stesso anno, fondarono un orfanotrofio maschile. L'orfanotrofio fu creato grazie all'impegno di commercianti italiani residenti a Praga con lo scopo di mantenere ed educare fanciulli, orfani e bisognosi senza distinzione di nazionalità. Negli Statuti del 1804 si ribadisce il duplice scopo, religioso e umanitario, della Congregazione italiana e dell'Orfanotrofio. Come scopo religioso vi era la conservazione della Cappella italiana della Città Vecchia per tenervi il servizio divino in lingua italiana, e come scopo umanitario, oltre a quello di amministrare il suddetto Orfanotrofio, vi era quello di istituire un fondo speciale per soccorrere i membri della congregazione in caso di bisogno. Nel 1830 l'Orfanotrofio fu trasferito nuovamente nell'edificio storico dell'Ospedale di Malá Strana che fu riacquistato dalla Congregazione, e nel 1839 la sua Cappella venne riconsacrata. 

Fotografie della Congregazione nei primi anni del 900
Chiostro interno della Congregazione.
Chiostro interno della Congregazione.
Cupola della Cappella Barocca.Tali affreschi non furono recuperati.
Altare originale dell'antica Cappella Barocca.
Porta originale della Cappella Barocca.

L'Orfanotrofio si occupava dell'educazione di ragazzi maschi fino all'età di 15 anni e offriva, ai più meritevoli, la possibilità di continuare gli studi anche dopo questa età. Quando nel 1915 l'Italia entrò nel conflitto mondiale, il governo austriaco tolse agli italiani l'amministrazione dell'Orfanotrofio, ma al termine della guerra, questi riuscirono a ottenerne nuovamente la gestione dal nuovo governo cecoslovacco. L'Orfanotrofio continuò la sua attività tra varie difficoltà e vicissitudini fino al 1941 nel corso della seconda guerra mondiale, quando fu soppresso e la Congregazione italiana, con delibera del 7 giugno 1942, sancì il passaggio allo Stato italiano della sede dell'ex Ospedale di Malá Strana e della Cappella della Vergine Maria nella Città Vecchia. La Congregazione, tuttavia, non decretò mai il suo scioglimento anche se, di fatto, tutte le sue attività cessarono.

## L'Istituto Italiano di Cultura di Praga (IIC Praga)
L'antica sede di Malá Strana, che per secoli era stata il punto di riferimento della comunità italiana di Praga, fu, dal 1942, destinata ad ospitare la "Casa d'Italia" e l'Istituto di Cultura Italiana (oggi "Istituto Italiano di Cultura") ancora attivo quale presidio storico identitario della presenza italiana in Repubblica Ceca.

Fotografie dell'attuale Istituto Italiano di Cultura
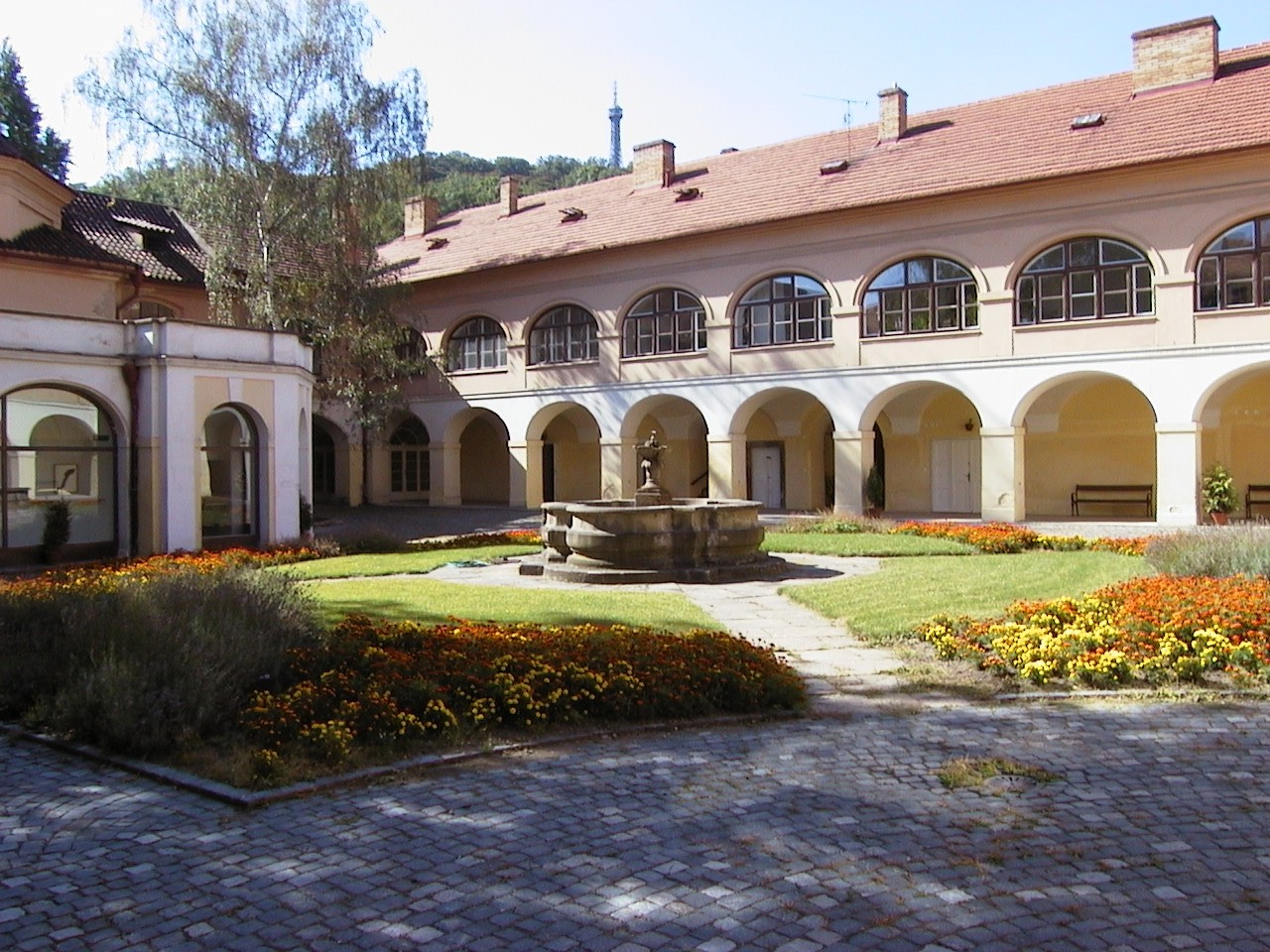
Chiostro interno dell'ex Congregazione, ora Istituto Italiano di Cultura, 2012.
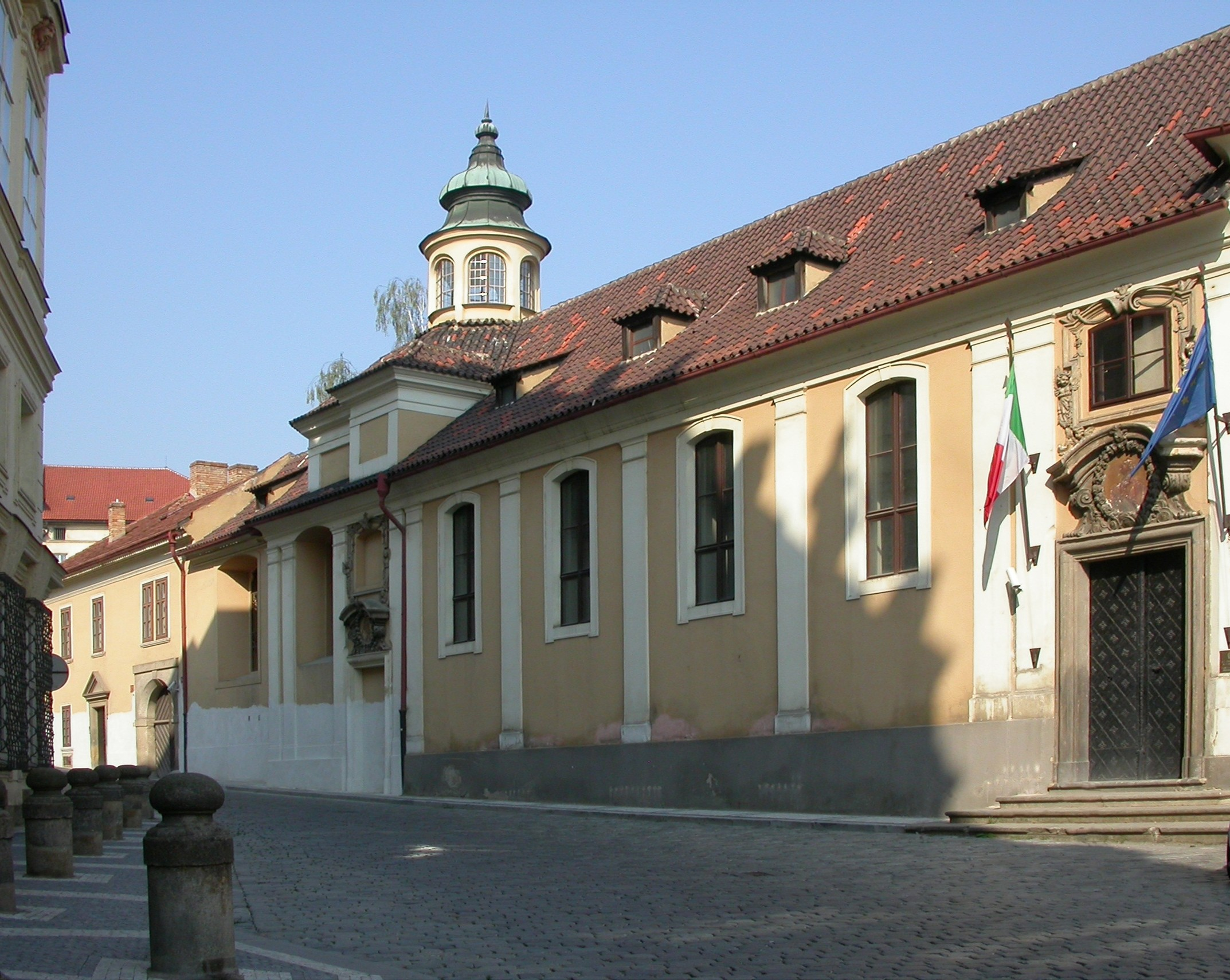
Vista dalla Vlasska dell'antica Congregazione, attuale IIC.
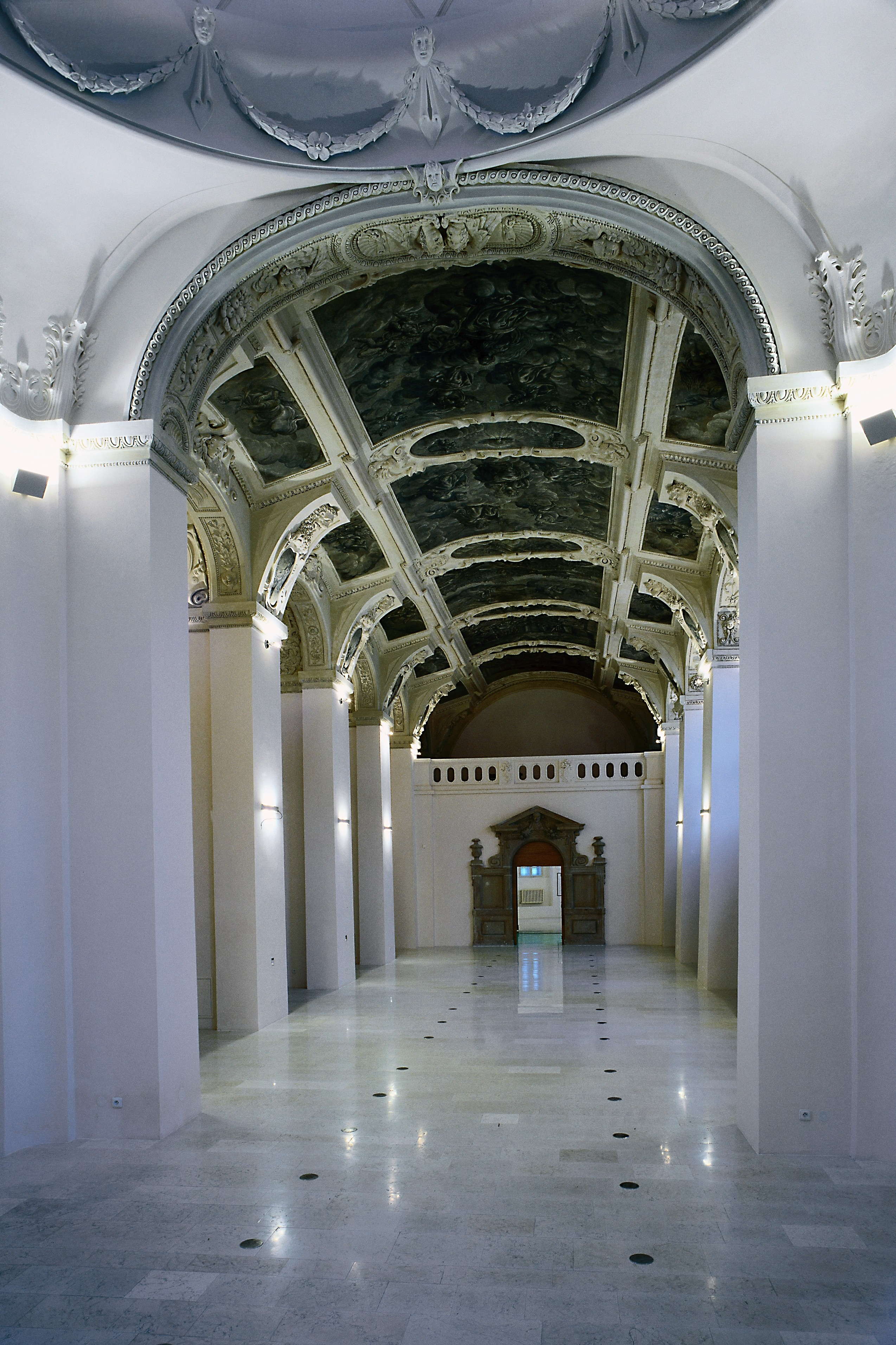
La Cappella IIC Praga (Congregazione), dipinti in bianco-nero primo barocco.
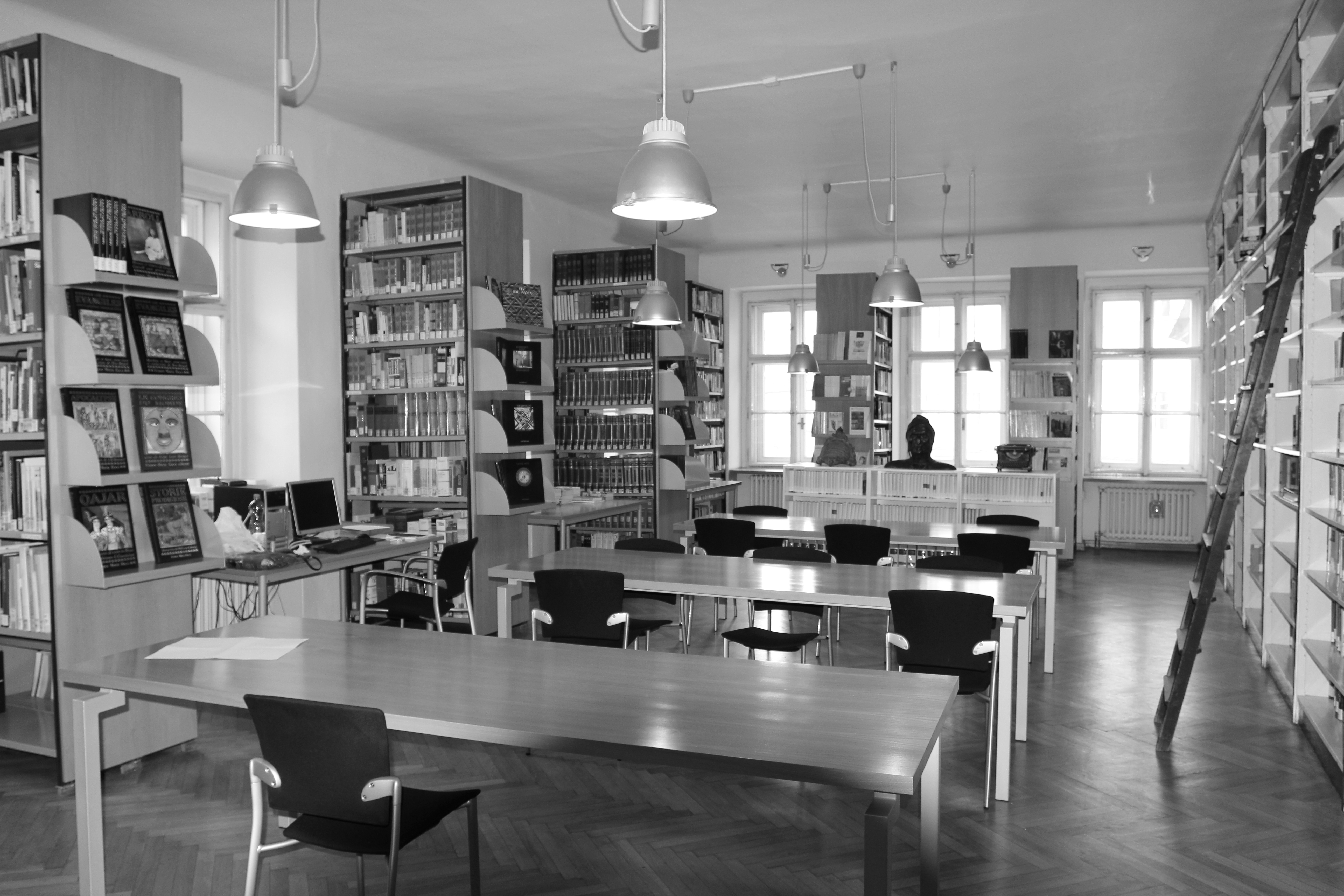
La Biblioteca dell'Istituto Italiano di Cultura.
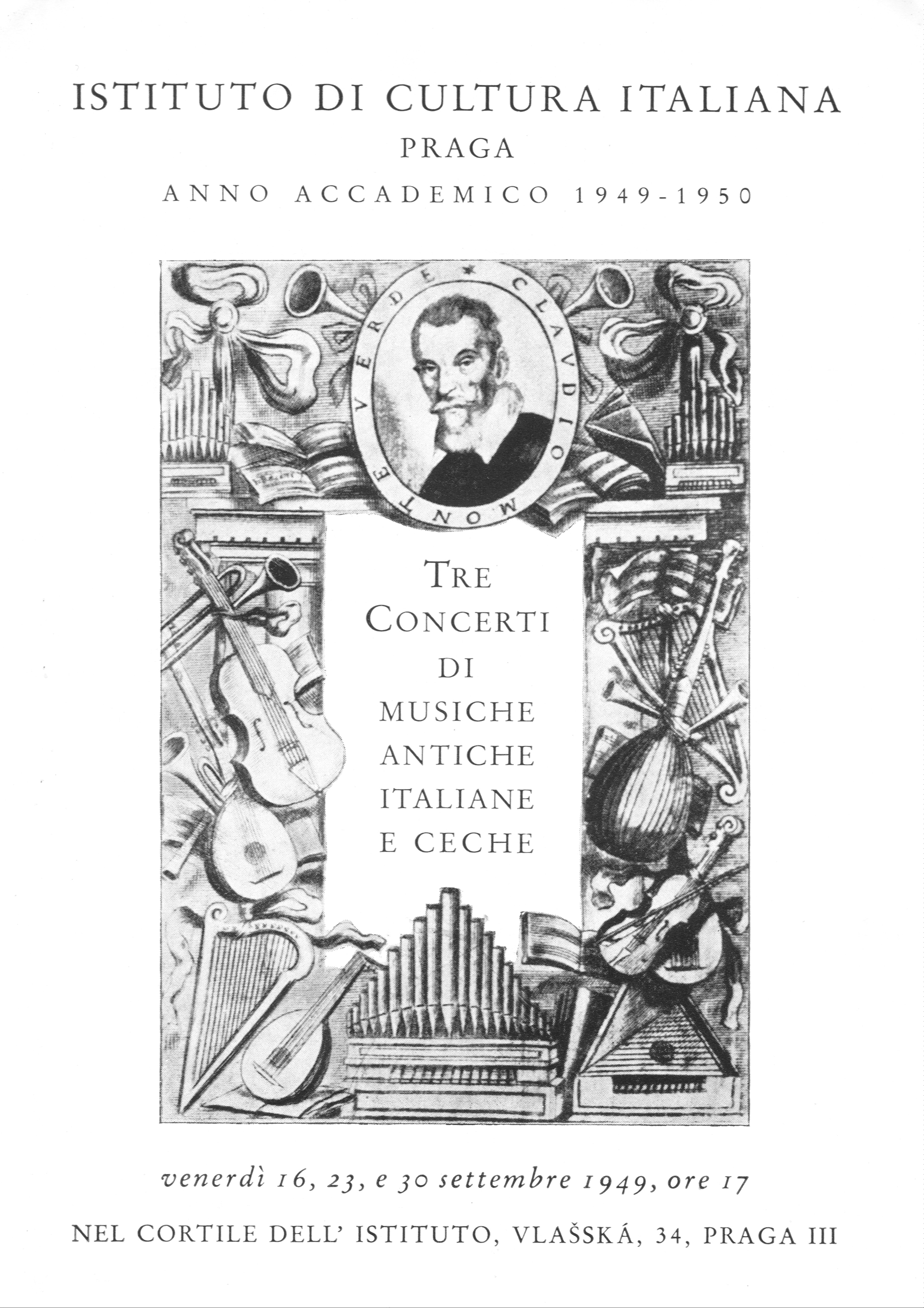
Invito per concerto di musiche antiche Ceche e Italiane.